# Leptosphaeria treatiana
Leptosphaeria treatiana är en svampart som beskrevs av Sacc. Leptosphaeria treatiana ingår i släktet Leptosphaeria och familjen Leptosphaeriaceae.   Inga underarter finns listade i Catalogue of Life.